# Wasilij Aksionow
Wasilij Pawłowicz Aksionow (ros. Василий Павлович Аксёнов; ur. 20 sierpnia 1932 w Kazaniu, Tatarska ASRR, zm. 6 lipca 2009 w Moskwie, Rosja) – rosyjski i amerykański pisarz, dramaturg filmowy, scenarzysta. Syn pisarki Jewgieniji Giznburg.

## Dzieciństwo i młodość
Ojcem Wasilija Aksionowa był członek biura komitetu obwodowego WKP(b) Tatarskiej ASRR Paweł Aksionow, a matką wykładowca Uniwersytetu Kazańskiego, filolog rosyjska i dziennikarka Jewgienija Ginzburg. Oboje rodzice w lutym – kwietniu 1937 r. zostali aresztowani przez NKWD w ramach wielkiej czystki i skazani na 10 lat więzienia i łagru. Przyrodnie rodzeństwo Wasilija – córka Pawła – Maja oraz syn Jewgenii – Aleksiej – trafiło pod opiekę dalszej rodziny, natomiast sam Wasilij, po odmowie władz przekazania go pod opiekę babć, został przymusowo umieszczony w specjalnym, znajdującym się w Kostromie, domu dziecka dla dzieci osób skazanych. W 1938 roku odszukał go tam wujek ze strony ojca i zabrał pod swoją opiekę. Następnie do 1948 r. Wasilij mieszkał u Moti Aksionowej (krewnej ze strony ojca). W tym roku jego matka, uwolniona po zakończeniu wyroku w łagrach na Kołymie, lecz skierowana na bezterminowe osiedlenie w Magadanie, uzyskała po wielokrotnych wnioskach do NKWD zgodę na to, aby syn mógł z nią zamieszkać. Wydarzenia te – spotkanie z matką i młodość przyszłego pisarza w Magadanie – zostały opisane zarówno przez Jewgienię Ginzburg w książce wspomnieniowej o latach spędzonych w łagrach i na zesłaniu „Stroma ściana” (Крутой маршрут), jak i przez Wasilija – w powieści autobiograficznej „Oparzenie” (Ожог).
W 1956 r. ukończył studia na 1. Leningradzkim Instytucie Medycznym i zgodnie z nakazem pracy miał być lekarzem na statkach żeglugi wielkiej. Ostatecznie pracy tej nie otrzymał, gdyż pomimo zrehabilitowania w tym czasie obojga jego rodziców nie zostało mu przyznane zezwolenie na wyjazdy zagraniczne. Zamiast tego został lekarzem ds. kwarantanny na północy ZSRR, w Karelii, później w porcie handlowym w Leningradzie oraz w szpitalu gruźliczym w Moskwie (są źródła mówiące o tym, że był konsultantem w Moskiewskim Instytucie Naukowo-Badawczym Gruźlicy).

## Pierwszy okres twórczości
Pracując jako lekarz Aksionow zaczął pisać opowiadania. W 1956 spotkał się z Władimirem Pomierancewem, który uznał kilka z jego utworów za interesujące i przekazał je Walentinowi Katajewowi, redaktorowi naczelnemu młodzieżowego miesięcznika Junost'. Katajew skierował do publikacji w 1958 dwa opowiadania: „Pochodnie i drogi”' (Факелы и дороги) oraz „Półtorej jednostki lekarskiej” (Полторы врачебных единицы).
W 1960 roku ukazuje się w Junosti napisana rok wcześniej opowieść (według T. Klimowicza powieść) o młodych lekarzach pod tytułem „Koledzy” (Коллеги) autorstwa Aksionowa. Utwór zwrócił uwagę krytyki literackiej i odniósł sukces czytelniczy, a wkrótce został uznany za prekursora rosyjskiej prozy młodzieżowej. W następnym roku w tym samym miesięczniku – pisarz był już w tym czasie członkiem jego redakcji – opublikowano powieść „Gwiezdny bilet” (Звездный билет) o przedstawicielach pokolenia – nazywanych w prasie komsomolskiej bikiniarzami (stiliagami) – moskiewskiego festiwalu młodzieży i studentów. Oba utwory były napisane stylem spowiedzi i korzystały ze slangu młodzieży rosyjskiej początku lat 60. XX wieku. W związku z nimi pojawił się termin sześćdziesiątnicy (шестидесятники) użyty przez krytyka Stanisława Rassadina.
Kolejne utwory Aksionowa były nadal publikowane w Junosti. Od połowy dekady w jego utworach zaczęły pojawiać się elementy absurdu, groteski, surrealizmu, baśni i fantastyki.
W 1972 roku, wspólnie z Owidiem Aleksandrowiczem Gorczakowem i Grigorijem Michajłowiczem Pożenianem, pod pseudonimem Griwadij Gorpożaks, będącym kombinacją imion i nazwisk współautorów, napisał parodię powieści szpiegowskiej „Dżin Grin – niedotykalny”. Było to już w okresie, w którym przestano wydawać jego utwory, a oficjalna ocena jego twórczości była coraz ostrzejsza, łącznie z określeniami, iż jest nieradziecka i nieludowa. Sam pisarz pisał kolejne utwory, jak np. powieści „Wyspa Krym” czy „Oparzenie”, bez zamiaru publikacji w ZSRR. Począwszy od 1977 roku dzieła Aksionowa zaczęły się ukazywać poza ZSRR, głównie w USA.
W 1978 wsparł pomysł Wiktora Jerofiejewa i czynnie przyłączył się do opracowania, a następnie wydania w 1979 roku w samizdacie bezdebitowego almanachu MetrOpol. W związku z wykluczeniem ze Związku Pisarzy ZSRR biorących udział w wydaniu almanachu Jewgienija Popowa i Wiktora Jerofiejewa, Aksionow sam wystąpił z tej organizacji.
Po wyjeździe w 1980 roku na zaproszenie do USA został wraz z żoną Mają Karmen pozbawiony obywatelstwa ZSRR.

## Pobyt w USA
Pozbawienie obywatelstwa zmusiło pisarza do zamieszkania na stałe w USA – trwało to do 2004 roku. W tym okresie wykładał literaturę rosyjską na kilku uczelniach: w instytucie Kennana (1981–1982), uniwersytecie Waszyngtona (1982–1983), Goucher College w Towson w stanie Maryland (1983–1988), George Mason University w Fairfax w Wirginii (1988–2009). W latach 1980–1991 współpracował z radiem „Swoboda”.
Podczas pobytu w USA zostały wydane jego dotychczas niepublikowane utwory, a także powstałe już na emigracji. Aksionow w 1989 roku napisał po angielsku powieść „Żółtko jajka” – po czym dokonał jej autorskiego tłumaczenia na rosyjski.
W 1989 roku odwiedził ZSRR na zaproszenie amerykańskiego ambasadora Jacka Matlocka. Rok później odzyskał obywatelstwo radzieckie. Pracował wtedy nad trylogią o trzech pokoleniach rosyjskich inteligentów XX wieku „Moskiewska saga” – ukończył ją w 1992. Utwór ten zaznaczył zmianę stylu pisarza w kierunku języka epopei.
W 1993 roku podczas kryzysu z Radą Najwyższą opowiedział się po stronie prezydenta Jelcyna.

## Ostatni okres życia
W 2004 osiedlił się w Biarritz we Francji, ale często przebywał w Rosji. Za opublikowaną w miesięczniku „Oktiabr'” powieść „Wolterianie i wolterianki” otrzymał w 2004 roku rosyjską nagrodę Bookera. W tym samym roku A. Barszczewski nakręcił serial telewizyjny według trylogii „Moskiewska saga”.
Po udarze mózgu 15 stycznia 2008 roku był długotrwale leczony (m.in. przeszedł operację tętnicy szyjnej) w szpitalu Sklifosowskiego, ale do zdrowia nie powrócił i zmarł w szpitalu. Pochowany został na cmentarzu Wagańkowskim w Moskwie.

## Wybrana twórczość
Poniżej podane są utwory Aksionowa według roku ich powstania (T. Klimowicz w kilku przypadkach podaje inne dane):
- 1960 – Коллеги (Koledzy) (opowieść, według T. Klimowicza – powieść)
- 1961 – Звёздный билет (Gwiezdny bilet – według T. Klimowicza „gwiaździsty”) (opowieść)
- 1963 – Апельсины из Марокко (Pomarańcze z Maroka) (opowieść)
- 1964 – Катапульта (Katapulta) (opowieść i opowiadania)
- 1964 – Пора, мой друг, пора (Już czas, mój przyjacielu, już czas) (opowieść)
- 1965 – Победа (Zwycięstwo) (opowiadanie z przesadą)
- 1965 – Жаль, что вас не было с нами (Szkoda, że nie byliście z nami) (opowieść)
- 1964 – На полпути к Луне (Na połowie drogi na Księżyc) (zbiór opowiadań)
- 1968 – Затоваренная бочкотара (Buble, beczka, masa transportowa – za T. Klimowiczem) (opowieść)
- 1969 – Любовь к электричеству (Miłość do elektryczności) (opowieść – według T. Klimowicza powieść – wydana w serii „Płomienni rewolucjoniści” przedstawia Leonida Krasina, współpracownika Lenina)
- 1971 – Рассказ о баскетбольной команде, играющей в баскетбол (Opowiadanie o drużynie koszykarskiej, grającej w koszykówkę) (szkic)
- 1972 – Мой дедушка – памятник (Mój dziadek – pomnik)
- 1972 – В поисках жанра (W poszukiwaniu gatunku)
- 1973 (publikacja w USA w 1980) – Золотая наша Железка (Nasza złota Żelazka)
- 1969–1975 (publikacja w USA w 1980) – Ожог (Oparzenie – według T. Klimowicza „Oparzelina”) (powieść)
- 1977–1979 (publikacja w USA w 1981) – Остров Крым (Wyspa Krym) (powieść antyutopia)
- 1983 – Бумажный пейзаж (Papierowy pejzaż)
- 1983 – Право на остров (Prawo na wyspę) (zbiór opowiadań)
- 1983 – Скажи изюм (Powiedz rodzynki)
- 1985 – Успех и советский писатель (Sukces i pisarz radziecki)
- 1985 – Ссылка в литературной Америке (Zesłanie w literackiej Ameryce)
- 1986 – Блюз с русским акцентом (Blues z rosyjskim akcentem)
- 1987 – В поисках грустного бэби (W poszukiwaniach smutnego baby)
- 1989 – Yolk of the Egg (Żółtko jajka)
- 1989, 1991, 1993 – Московская сага (Moskiewska saga) (epopeja w trzech tomach)
- 1998 – Негатив положительного героя (Negatyw bohatera pozytywnego) (zbiór opowiadań)
- 1998 – Новый сладостный стиль (Nowy błogi styl) (utwór o życiu emigracji radzieckiej w USA)
- 2000 – Кесарево свечение (Cesarskie świecenie)
- 2004 – Вольтерьянцы и вольтерьянки (Wolterianie i wolterianki) (powieść)
- 2004 – Десятилетие клеветы (Dziesięciolecie oszczerstw) (szkice radiowe)
- 2005 – Зеница ока (Źrenica oka) (osobisty pamiętnik-dziennik)
- 2006 – Москва Ква-Ква (Moskwa Kwa-Kwa) (powieść)
- 2007 – Редкие земли (Rzadkie ziemie)